# Batalha de Trafalgar
A Batalha de Trafalgar foi um evento bélico naval que ocorreu em 21 de outubro de 1805, entre a Marinha Real Britânica e as frotas combinadas da Marinha Francesa e da Marinha Espanholas durante a Terceira Coligação (agosto-dezembro de 1805) das Guerras Napoleônicas (1803-1815).
Como parte dos planos de Napoleão para invadir o Reino Unido, as frotas francesa e espanhola combinaram-se para assumir o controle do Canal da Mancha e fornecer para o Grande Armée uma passagem segura. A frota aliada, sob o comando do almirante francês Pierre-Charles Villeneuve, partiu do porto de Cádis, no sul da Espanha, em 18 de outubro de 1805. Eles encontraram a frota britânica sob Lord Nelson, recentemente convocado para enfrentar esta ameaça, no Oceano Atlântico ao longo da costa sudoeste da Espanha, ao largo do Cabo Trafalgar.
Nelson estava em menor número, com 27 navios de linha britânicos contra 33 navios aliados, incluindo o maior navio de guerra de qualquer uma das frotas, o espanhol Santísima Trinidad. Para resolver esse desequilíbrio, Nelson navegou com a sua frota diretamente para o flanco da linha de batalha aliada, na esperança de quebrá-la em pedaços. Villeneuve temia que Nelson pudesse tentar essa tática, mas, por vários motivos, não conseguiu se preparar para isso. O plano funcionou quase perfeitamente. As colunas de Nelson dividiram a frota franco-espanhola em três, isolando a metade traseira da frota de Villeneuve a bordo do navio Bucentaure. A vanguarda aliada navegou para tentar dar meia-volta, oferecendo aos britânicos uma superioridade temporária sobre o restante de sua frota. Na feroz batalha que se seguiu, 20 navios aliados foram perdidos, enquanto os britânicos não perderam nenhum.
A ofensiva expôs os principais navios britânicos a intenso fogo cruzado à medida que se aproximavam das linhas franco-espanholas. O HMS Victory do próprio Nelson liderou a coluna da frente e quase foi afundado. Nelson foi baleado por um mosqueteiro francês durante a batalha e morreu pouco antes dela terminar. Villeneuve foi capturado junto com sua nau capitânia Bucentaure. Ele compareceu ao funeral de Nelson enquanto estava em liberdade condicional na Grã-Bretanha. O oficial sênior da frota espanhola, almirante Federico Gravina, escapou com o terço sobrevivente da frota franco-espanhola. Ele morreu cinco meses depois de ferimentos sofridos durante a batalha.
A vitória confirmou a supremacia naval britânica e foi alcançada em parte por meio do afastamento de Nelson da tática naval na Era da Vela, a ortodoxia tática naval então predominante.

## Local
O cabo de Trafalgar fica ao sul de Cádiz, na costa atlântica espanhola.

## Contexto histórico
A paz assinada em Amiens em março de 1802, não passou de uma pequena trégua de um ano, que permitiu ao almirante Nelson retirar-se para uma quinta que tinha adquirido em Merton, descansando um pouco da intensa vida que levava havia mais de uma década. As hostilidades retomaram em 1803 e, pouco tempo depois, Nelson seria nomeado comandante da esquadra do Mediterrâneo. O momento continuava a ser delicado para os ingleses, na medida em que Bonaparte mantinha a ideia invadir a Grã-Bretanha e atacar Londres, o que poria fim ao que tinha sido a maior resistência aos seus planos imperiais. Para conseguir a almejada invasão, precisava dominar o espaço marítimo do Canal da Mancha durante o espaço necessário ao movimento das tropas, e isso apresentava-se como impossível face ao poder naval britânico. Tentou, contudo, concentrar momentaneamente o maior número de navios possível no Canal, evitando simultaneamente que os ingleses fizessem o mesmo. Não era fácil, porque a presença dos navios de reconhecimento era constante à frente dos portos, e todos os movimentos seriam detectados. Sobretudo, era muito difícil levar navios do Mediterrâneo para o norte, porque a passagem em Gibraltar era visível e levantaria suspeitas. Concebeu, no entanto, uma manobra que poderia ter tido algum êxito, que foi colocar uma imensa esquadra combinada, de navios franceses e espanhóis, que sairia do Mediterrâneo, atraindo os ingleses até às Antilhas, daí regressaria rapidamente com os ventos gerais do oeste, unindo-se às esquadras de Brest e Rocheford, que avançariam para a Mancha. Nessa altura concretizar-se-ia a invasão.
Franceses e espanhóis, constituindo uma imensa armada de cerca de trinta navios (juntava-se a esquadra de Toulon e Cádis), comandada pelo Almirante Villeneuve, dirigiram-se em direcção a oeste iludindo completamente a vigilância de Nelson que os buscava desesperadamente.
Tanto quanto se pode saber, terá sido um oficial da marinha portuguesa a sugerir-lhe que o destino eram as Índias Ocidentais, e os ingleses correram até às Antilhas, mas não encontraram nada e regressaram até à zona de Cádiz, onde o comando dos navios foi entregue a Collingwood, enquanto Nelson se deslocava a Portsmouth a bordo da “Victory”. Villeneuve regressou como estava previsto, mas perto de Finisterra defrontou-se com uma armada inglesa comandada pelo Almirante Calder. Na verdade a refrega não tinha tido grande importância, mas estava previsto que a esquadra de Brest viesse ao seu encontro e tal não tinha acontecido, de forma que decidiu regressar a Cádis na convicção de que a invasão tinha sido adiada. Na verdade sabe-se hoje que Napoleão tinha abandonado a ideia, resolvendo concentrar esforços para atacar a Áustria, mas não se tem referência nenhuma a que essa informação alguma vez tenha chegado a Villeneuve.
Entrou em Cádis no final de Agosto de 1805 e, dessa vez, Nelson tinha controlado bem o seu movimento, movendo-lhe um bloqueio largo que não impedia a sua saída, mas que lhe permitiria tomar rapidamente uma formação de batalha e dar-lhe combate, caso isso sucedesse.
Os espanhóis aconselharam a que se ficasse no porto e aí se invernasse até à próxima estação: o esforço de bloqueio era dos ingleses que tinham de ficar no mar e suportar todos os incómodos dessa situação, enquanto eles recuperavam forças em terra. No entanto, as pressões sobre Villeneuve para que saísse eram muito grandes, e é provável que a mais forte de todas fosse a ameaça do próprio Imperador. Há mesmo uma altura em que o Almirante francês decide aceitar o conselho dos espanhóis, mas muda de opinião, dois dias depois.
Nelson previra o que iria acontecer e preparou o seu plano de batalha com todo o cuidado, dentro das regras que ele próprio considerava adequadas: atacaria os espanhóis a partir de uma posição a barlavento, dividindo a sua força em duas colunas que abordariam o inimigo a meio da sua formação, procurando desfazê-la e parti-la, para que tivesse de se empenhar em combates singulares onde os seus navios da retaguarda já não podiam ser socorridos pelos mais avançados. No dia 9 de Outubro – e como já acontecera antes – escreveu todas as instruções num memorandum que divulgou a todos os capitães. A manobra era perigosa porque a aproximação ao inimigo seria feita sem possibilidades de fazer fogo sobre ele (os navios não tinham capacidade de fogo para vante), e expondo-se a toda a extensão das suas baterias, mas era a única forma de os obrigar verdadeiramente a combater. Confiava que a sua exposição não seria muito demorada e, sobretudo, acreditava na resistência dos seus navios e na perícia dos seus homens.
Os espanhóis saíram a 19 de Outubro navegando em direcção ao sul (ao estreito) com vento oeste, e de imediato foram avistados pelas fragatas inglesas que deram o alarme. A esquadra inglesa manobrou tal como previra o seu experiente comandante, perseguindo o inimigo até à madrugada do dia 21, quando Villeneuve deu ordem para virar em roda e regressar a norte. Esta manobra tem sido alvo de grandes controvérsias a que a historiografia inglesa responde com uma única justificação: o Almirante inimigo não sabia o seu ofício. Com vento oeste, se a esquadra virou em roda a sul do Cabo Trafalgar e à distância que se supõe do mesmo, ficaria numa situação de vento muito escasso para demandar Cádis. Seria um erro demasiado grosseiro, para quem, apesar de tudo tinha uma grande experiência de mar. A verdade é que com esta manobra a formação aliada desfez-se um pouco e favoreceu o ataque inglês nos moldes em que o determinara Nelson.

## Estratégia inglesa

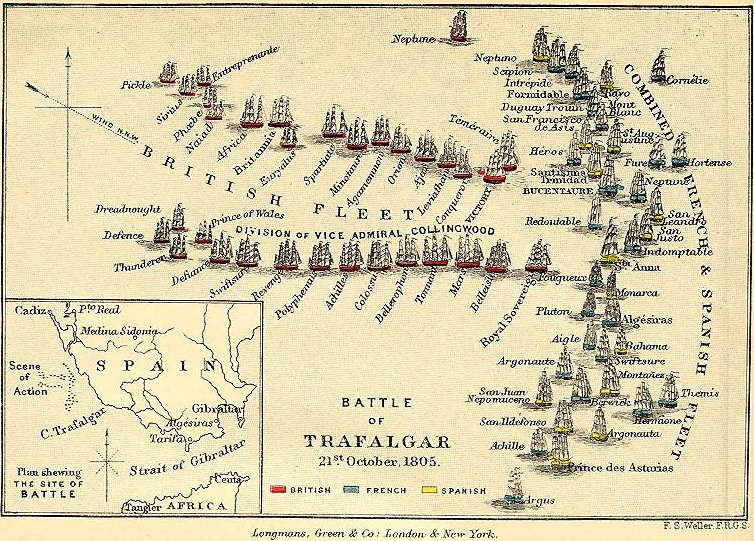
Posição aproximada das frotas, ao meio-dia, quando o HMS Royal Sovereign iniciava o corte da linha franco-espanhola.

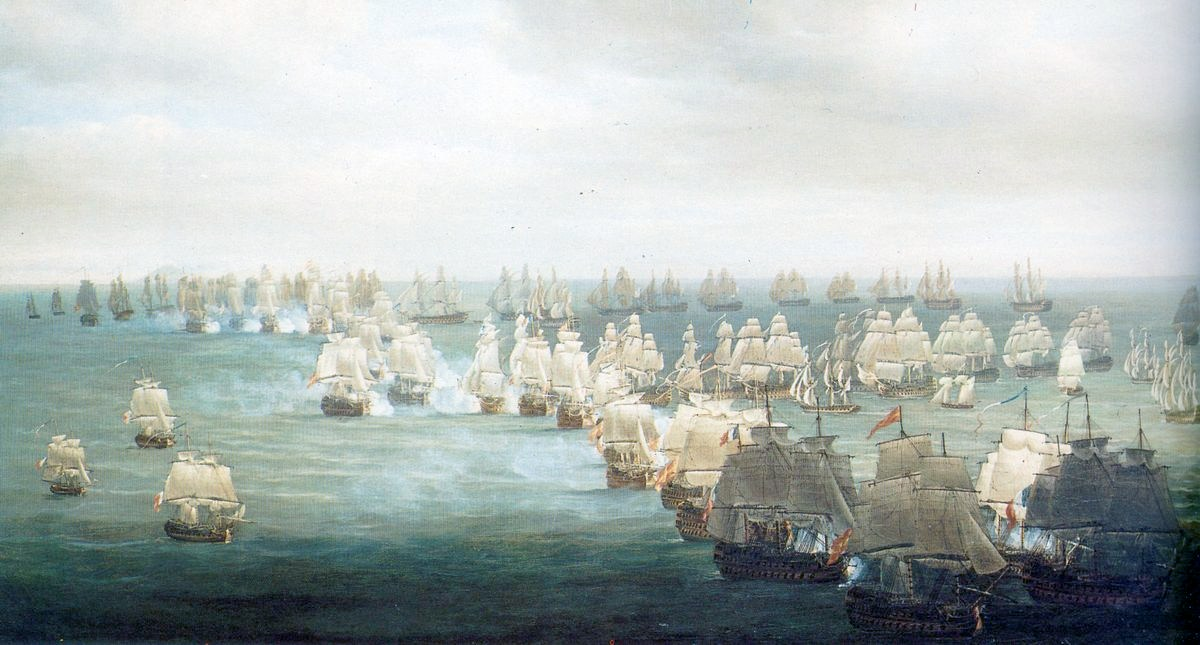
Situação dos navios na Batalha de Trafalgar, às 13 horas.

Como a armada francesa era bem maior que a inglesa (33x27), Nelson tinha que preparar uma excelente estratégia. A ideia foi a de atacar a esquadra inimiga que navegava pela costa surpreendendo-a pelo oceano, atacando em duas colunas em fila indiana. Essa estratégia tinha um ponto fraco que era a exposição por aproximadamente 20 minutos dos navios ingleses aos canhões franco-espanhóis. Nelson tinha confiança que sua esquadra aguentaria o fogo em direção às proas inglesas e, em seguida, poderia apontar seus canhões nas popas e proas inimigas. Logo após isso, eles virariam os navios de modo a emparelhá-los com os inimigos. O plano original incluía também uma contenção pelo norte, impedindo a marinha inimiga de fugir e iniciarem uma luta espaçada em alto mar. Mas Nelson não tinha barcos suficientes para essa terceira coluna. O plano pretendia gerar confusão na compacta frota franco-espanhola e permitir um combate navio contra navio, o que favorecia os britânicos.

## A Partida
A frota combinada de navios de guerra franceses e espanhóis ancorados em Cadiz e sob a liderança do almirante Villeneuve estava em desordem. Em 16 de setembro de 1805, Villeneuve recebeu ordens de Napoleão para fazer navegar a Frota Combinada de Cádiz para Nápoles.
Às 5h04 - cerca de dez minutos após o amanhecer - o Vice-almirante Horatio Nelson saiu de sua cabine para se juntar ao capitão Sir Thomas Hardy. Às 5h50 um sinal subiu no mastro do HMS Achile, "descobrimos uma frota estranha". Nelson virou-se para Hardy e disse: "O 21 de outubro será o nosso dia".

## A Batalha
A batalha progrediu em grande parte de acordo com o plano de Nelson. Às 11h45, Nelson enviou o famoso sinal de bandeira: England expects that every man will do his duty ("A Inglaterra espera que cada homem cumpra com o seu dever").
Tudo ocorreu perfeitamente para os ingleses, com vários barcos inimigos afundados ou capturados, graças à perícia dos marujos ingleses no manejo dos canhões. No entanto, Nelson morreu na batalha, atingido por uma bala de mosquete das velas de gávea do francês Redoutable que no momento varria o Victory de popa a proa. A nau de Nelson perdeu 57 homens, incluindo o próprio comandante, e teve 102 feridos. O Redoutable, em contraste, teve 22 de seus 64 canhões desmontados e, de uma tripulação de 643, houve 487 mortos e 81 feridos. Esse enorme índice de baixas francesas é um reflexo da eficácia da artilharia inglesa.  Quem assumiu o comando da frota inglesa foi o vice-almirante Cuthbert Collingwood, da nau capitânia Royal Sovereign. Após a batalha, uma tempestade alcançou a frota inglesa, que acabou perdendo grande parte dos navios recém conquistados, já muito destroçados.

## Consequências

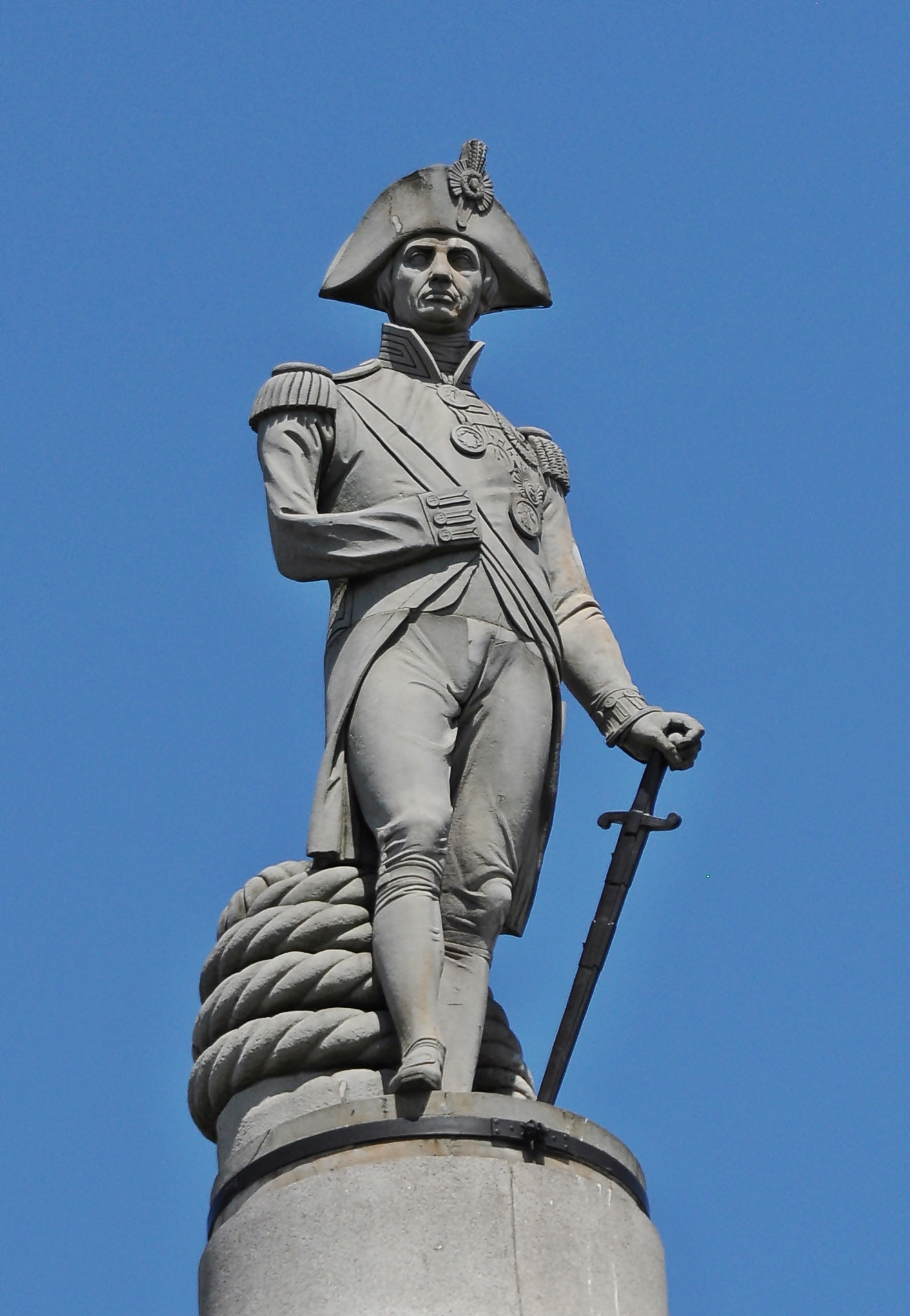
Estátua em homenagem ao Almirante Horatio Nelson, em Londres.

Napoleão perdeu o controle do Atlântico, e não pôde atacar a Inglaterra, na sua tão desejada Campanha da Bolonha. Nelson, por outro lado, se tornou um dos maiores heróis ingleses de todos os tempos, morrendo na batalha. Pierre Villeneuve foi feito prisioneiro e levado para Inglaterra. E foi essa vitória que talvez tenha possibilitado, segundo alguns autores, o contra ataque francês na Península Ibérica e a retirada estratégica da família real portuguesa para o Brasil.
Após a batalha, a Marinha Real nunca mais foi seriamente desafiada pela frota francesa num combate em grande escala. Napoleão já havia abandonado seus planos de invasão antes da batalha e eles nunca foram revividos. A batalha não significou, contudo, que o desafio naval francês à Grã-Bretanha tivesse terminado. Primeiro, à medida que o controle francês sobre o continente se expandia, a Grã-Bretanha teve que tomar medidas ativas com a Segunda Batalha de Copenhague, em 1807, e em outros lugares em 1808, para evitar que os navios das marinhas europeias menores caíssem em mãos francesas. Esse esforço foi amplamente bem-sucedido, mas não acabou com a ameaça francesa, pois Napoleão instituiu um programa de construção naval em grande escala que produziu uma frota de 80 navios de linha no momento da sua queda do poder, em 1814, com mais em construção. No entanto, apesar de constituírem uma frota em construção substancial, esses navios não tiveram impacto na superioridade naval da Grã-Bretanha durante todo o conflito. Por quase quase dez anos após Trafalgar, a Marinha Real manteve um bloqueio rigoroso às bases francesas e observou o crescimento da frota francesa. No final, o Império de Napoleão foi destruído por terra antes que a sua ambiciosa construção naval pudesse ser concluída. As próximas batalhas navais entre britânicos e espanhóis seriam as Invasões Britânicas do Rio da Prata em 1806 e 1807, onde a Marinha Britânica não conseguiria capturar o Vice-Reino do Rio da Prata.

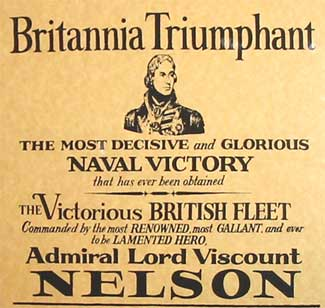
Detalhe de uma reprodução moderna de um pôster de 1805 comemorando a batalha.

A Marinha Real passou a dominar o mar até a Segunda Guerra Mundial. Embora a vitória em Trafalgar tenha sido normalmente apresentada como a razão do domínio naval britânico na época, as análises históricas modernas sugerem que a força econômica relativa foi uma causa subjacente importante.
Nelson tornou-se - e continua a ser - o maior herói de guerra naval da Grã-Bretanha e uma inspiração para a Marinha Real, mas as suas táticas pouco ortodoxas raramente foram imitadas pelas gerações posteriores. O primeiro monumento a ser erguido na Grã-Bretanha para homenagear Nelson pode ser aquele erguido em Glasgow Green em 1806, embora possivelmente precedido por um monumento em Taynuilt, perto de Oban, na Escócia, datado de 1805, ambos também comemorando os muitos tripulantes e capitães escoceses na batalha. O Nelson Monument em Glasgow Green foi projetado pelo arquiteto David Hamilton e pago por inscrição pública. Ao redor da base estão os nomes de suas principais vitórias: Aboukir (1798), Copenhague (1801) e Trafalgar (1805). O Monumento a Nelson, com vista para Portsmouth, foi construído em 1807-08 com dinheiro subscrito por marinheiros e fuzileiros navais que serviram em Trafalgar.
Em 1808, o Pilar de Nelson foi erguido pelos principais membros da aristocracia anglo-irlandesa em Dublin para comemorar Nelson e suas conquistas (entre 10% e 20% dos marinheiros em Trafalgar eram da Irlanda), e permaneceu até ser destruído em um bombardeio por membros do IRA em 1966. O Monumento a Nelson em Edimburgo foi construído de 1807 a 1815, na forma de um telescópio virado para cima. Em 1853, um balão horário foi adicionado, que ainda cai ao meio-dia GMT para dar um sinal de horário aos navios em Leith e no Estuário do Forth. No verão, isso coincide com o disparo da “arma da uma hora”. O Monumento da Britannia, em Great Yarmouth foi erguido em 1819. A Coluna de Nelson, em Montreal, começou a receber subscrições públicas logo após a chegada da notícia da vitória em Trafalgar. A coluna foi concluída no outono de 1809 e ainda existe na Praça Jacques Cartier. Uma Estátua de Lord Nelson ficava em Bridgetown, Barbados, em um local que também já foi conhecido como Trafalgar Square, de 1813 a 2020.
A Trafalgar Square de Londres foi nomeada em homenagem à vitória de Nelson. No centro da praça está a Coluna de Nelson, com 45,1 metros, no topo da qual existe uma estátua de Nelson de 5,5 metros. Foi concluída em 1843.

## Comparação das Frotas
| Navios britânicos | Canhões | Tipo          | Navios francêses | Canhões | Tipo          | Navios espanhóis      | Canhões | Tipo            |
| ----------------- | ------- | ------------- | ---------------- | ------- | ------------- | --------------------- | ------- | --------------- |
| Victory           | 112     | Três cobertas | Bucentaure       | 80      | Duas cobertas | Santissima Trinidad   | 136     | Quatro cobertas |
| Royal Sovereign   | 100     | Três cobertas | Formidable       | 80      | Duas cobertas | Santa Ana             | 112     | Três cobertas   |
| Britannia         | 100     | Três cobertas | Indomptable      | 80      | Duas cobertas | Principe de Asturias  | 112     | Três cobertas   |
| Dreadnought       | 98      | Três cobertas | Neptune          | 80      | Duas cobertas | Rayo                  | 100     | Três cobertas   |
| Neptune           | 98      | Três cobertas | Achille          | 74      | Duas cobertas | Neptuno               | 80      | Duas cobertas   |
| Prince            | 98      | Três cobertas | L'Aigle          | 74      | Duas cobertas | Argonauta             | 80      | Duas cobertas   |
| Temeraire         | 98      | Três cobertas | Algesiras        | 74      | Duas cobertas | Bahama                | 74      | Duas cobertas   |
| Tonnant           | 80      | Duas cobertas | Argonaute        | 74      | Duas cobertas | Monarca               | 74      | Duas cobertas   |
| Achille           | 74      | Duas cobertas | Duguay-Trouin    | 74      | Duas cobertas | Montañes              | 74      | Duas cobertas   |
| Ajax              | 74      | Duas cobertas | Fougueux         | 74      | Duas cobertas | San Agustin           | 74      | Duas cobertas   |
| Bellerophon       | 74      | Duas cobertas | Héros            | 74      | Duas cobertas | San Francisco de Asis | 74      | Duas cobertas   |
| Colossus          | 74      | Duas cobertas | Intrépid         | 74      | Duas cobertas | San Ildefonso         | 74      | Duas cobertas   |
| Conqueror         | 74      | Duas cobertas | Mont-Blanc       | 74      | Duas cobertas | San Juan Nepomuceno   | 74      | Duas cobertas   |
| Defence           | 74      | Duas cobertas | Pluton           | 74      | Duas cobertas | San Justo             | 74      | Duas cobertas   |
| Defiance          | 74      | Duas cobertas | Redoutable       | 74      | Duas cobertas | San Leandro           | 64      | Duas cobertas   |
| Leviathan         | 74      | Duas cobertas | Scipion          | 74      | Duas cobertas |                       |         |                 |
| Mars              | 74      | Duas cobertas | Berwick          | 74      | Duas cobertas |                       |         |                 |
| Minotaur          | 74      | Duas cobertas | Swiftsure        | 74      | Duas cobertas |                       |         |                 |
| Orion             | 74      | Duas cobertas | Cornelie         | 40      | Fragata       |                       |         |                 |
| Revenge           | 74      | Duas cobertas | Hermione         | 40      | Fragata       |                       |         |                 |
| Swiftsure         | 74      | Duas cobertas | Hortense         | 40      | Fragata       |                       |         |                 |
| Thunderer         | 74      | Duas cobertas | Rhin             | 40      | Fragata       |                       |         |                 |
| Belleisle         | 74      | Duas cobertas | Thémis           | 40      | Fragata       |                       |         |                 |
| Spartiate         | 74      | Duas cobertas | Furet            | 18      | Brigue        |                       |         |                 |
| Africa            | 64      | Duas cobertas | Argus            | 16      | Brigue        |                       |         |                 |
| Agamemnon         | 64      | Duas cobertas |                  |         |               |                       |         |                 |
| Polyphemus        | 64      | Duas cobertas |                  |         |               |                       |         |                 |
| Euryalus          | 36      | Fragata       |                  |         |               |                       |         |                 |
| Naiad             | 36      | Fragata       |                  |         |               |                       |         |                 |
| Phoebe            | 36      | Fragata       |                  |         |               |                       |         |                 |
| Sirius            | 36      | Fragata       |                  |         |               |                       |         |                 |
| Pickle            | 12      | Escuna        |                  |         |               |                       |         |                 |
| Entreprenante     | 10      | Cúter         |                  |         |               |                       |         |                 |
|                   |         |               |                  |         |               |                       |         |                 |
| Quatro cobertas   | -       |               | Quatro cobertas  | -       |               | Quatro cobertas       | 1       |                 |
| Três cobertas     | 7       |               | Três cobertas    | -       |               | Três cobertas         | 3       |                 |
| Duas cobertas     | 20      |               | Duas cobertas    | 18      |               | Duas cobertas         | 11      |                 |
| Fragatas          | 4       |               | Fragatas         | 5       |               | Fragatas              | -       |                 |
| Brigues           | -       |               | Brigues          | 2       |               | Brigues               | -       |                 |
| Escunas           | 1       |               | Escunas          | -       |               | Escunas               | -       |                 |
| Cúteres           | 1       |               | Cúteres          | -       |               | Cúteres               | -       |                 |
| Canhões:          | 2312    |               | Canhões:         | 1584    |               | Canhões:              | 1280    |                 |